# NGC 2904
NGC 2904 is een elliptisch sterrenstelsel in het sterrenbeeld Luchtpomp. Het hemelobject werd op 11 april 1834 ontdekt door de Britse astronoom John Herschel.

## Synoniemen
- ESO 434-6
- MCG -5-23-3
- AM 0928-300
- PGC 26981